# Malpartida de Corneja
Malpartida de Corneja es un municipio de España, en la provincia de Ávila, comunidad autónoma de Castilla y León. Pertenece a la Comarca de El Barco de Ávila-Piedrahíta y en consecuencia al partido judicial de Piedrahíta.

## Geografía
Por su término municipal pasa el río Corneja que da nombre a la comarca histórica a la que pertenece, Valdecorneja.

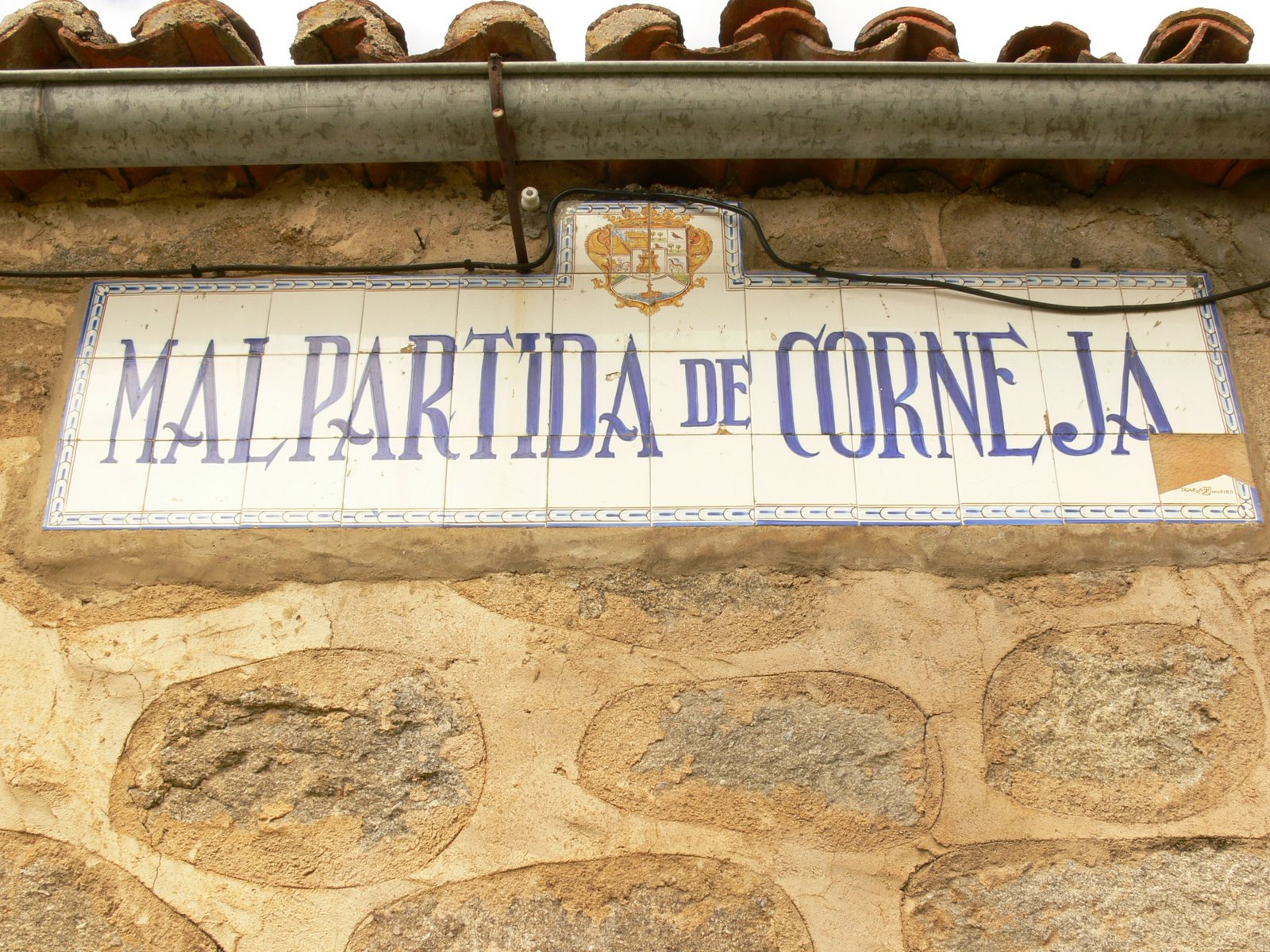
Cartel con el nombre de la localidad.

Se encuentra a 7 km de Piedrahíta, a 67 km de Ávila, a 61 km de Salamanca y a 177 km de Madrid. Tiene una superficie de 19,07 km².
Se puede acceder desde Ávila por la N-110 hasta Piedrahíta donde hay que coger la CL-510 en dirección a Alba de Tormes y Salamanca.
Además también llegan al pueblo las carreteras comarcales AV-P-646 desde Becedillas y la AV-P-645 desde Navahermosa de Corneja, en dirección a Santa María del Berrocal.
Linda por el norte con Collado del Mirón, por el oeste con El Mirón, Santa María del Berrocal y San Bartolomé de Corneja, por el sur con Piedrahíta y por el este con Mesegar de Corneja y con Becedillas.
| Noroeste: El Mirón                | Norte: Collado del Mirón | Noreste: Becedillas         |
| Oeste: Santa María del Berrocal   |                          | Este: Becedillas            |
| Suroeste San Bartolomé de Corneja | Sur: Piedrahíta          | Sureste: Mesegar de Corneja |

## Demografía
Malpartida de Corneja cuenta con una población de 91 habitantes (INE 2024).
| Gráfica de evolución demográfica de Malpartida de Corneja entre 1842 y 2021                                           |
| |
| Población de derecho según los censos de población del INE. Población de hecho según los censos de población del INE. |

## Patrimonio

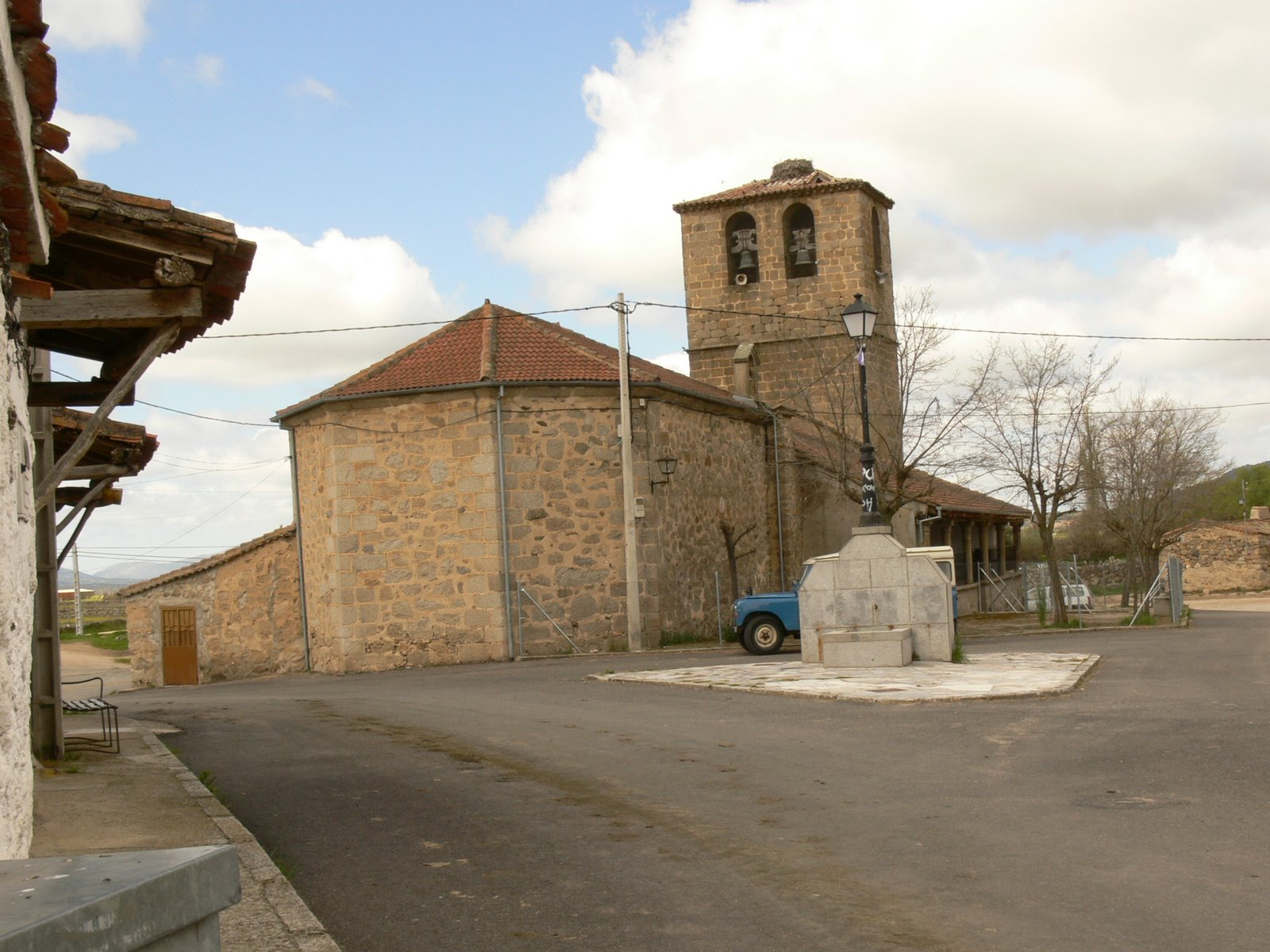
Iglesia parroquial de Malpartida de Corneja.

Destaca la iglesia parroquial, típica de la arquitectura castellana, con interesantes retablos barrocos en su interior. El retablo mayor fue construido en 1702 por Manuel González Delgado, un retablista que trabajó y vivió en la comarca del Valle del Corneja. Se divide en tres calles mediante columnas salomónicas y sitúa en su calle principal a Santo Tomás, titular de la parroquia.
El retablo de San Ildefonso fue realizado para la ermita de dicho santo (hoy desaparecida) en 1733. Tras la ruina de la ermita, se trasladó a la iglesia.
De gran interés y belleza son la tribuna de madera y el sotocoro situados a los pies del templo que para Fernández-Shaw Toda son del siglo XVI. Decora su frente con un motivo hexagonal que se repite.
Tiene importancia también la Fuente del Tío Bolo junto con sus antiguos escudos labrados en piedra.

## Historia
Su origen posiblemente esté vinculado a los procesos de repoblación que tuvieron lugar entre el curso del río Duero y el Sistema central durante el avance de la Reconquista, concretamente en los siglos XI y XII. Sin embargo, la historia de Malpartida de Corneja quedaría vinculada al desarrollo de la Villa de Bonilla de la Sierra, quedando bajo el amparo del Obispado de Ávila desde 1224, aunque siempre mantuvo buenas relaciones con la cabeza del Señorío de Valdecorneja, Piedrahíta.
El recorrido histórico de Malpartida de Corneja ha quedado reflejado en numerosos documentos históricos, que se remontan a 1513, el más antiguo de ellos, y que en su mayoría hacen referencia a ejecutorias sobre pelitos. Malpartida de Corneja también se encuentra en el importante Catastro de Ensenada, concretamente en 1752, en el cual se reflejan aspectos básicos como la situación y tamaño de la localidad, ganadería, agricultura, número de viviendas, impuestos, gastos y cargos de justicia, entre otros. 
Finalmente, en el siglo XIX, la caída del Antiguo Régimen tras la llegada del liberalismo significó el fin de las estructuras administrativas por las que Malpartida de Corneja estuvo vinculada a la Villa de Bonilla de la Sierra.

## Cultura

### Fiestas
Tiene dos festividades importantes:
- Fiestas de Octubre en honor a Nuestra Señora del Rosario. Su fecha queda fijada en el primer fin de semana del mes de octubre, durante el cual se celebra por la noche una verbena en el ayuntamiento de la localidad, además ese domingo destaca por la subasta de los palos de las andas de la Virgen y la comida popular.
- Fiestas de agosto o de los Conductores (tercer fin de semana de agosto), donde se celebran diferentes actos durante los cuatro días que duran estas fiestas, entre los que hay actividades para todo tipo de público; como talleres de manualidades, campeonatos deportivos y carrera popular, gymkanas, etc. Las fiestas se cierran con una comida popular en el monte de la localidad, junto a la ermita.

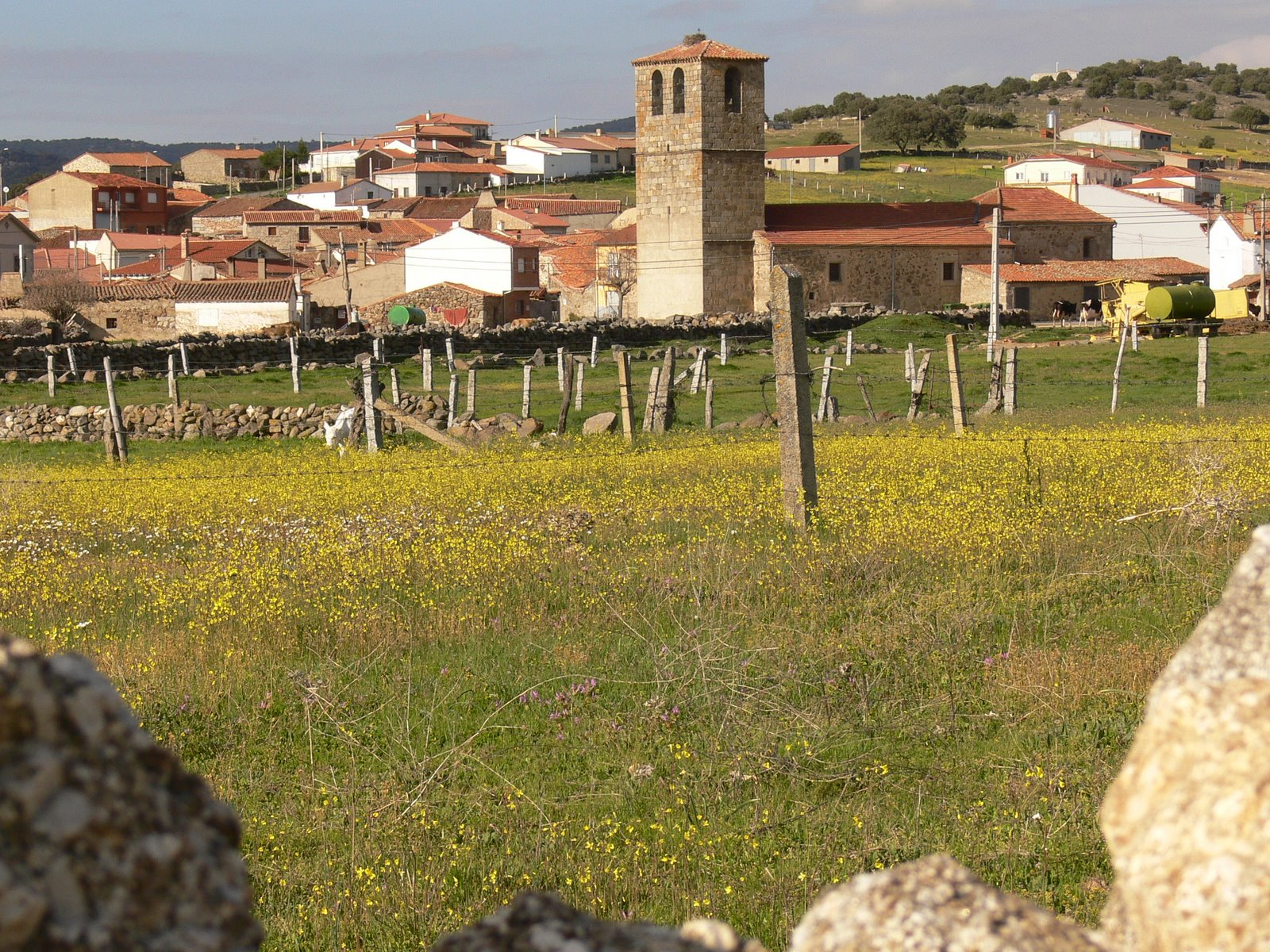
Vista desde el campo
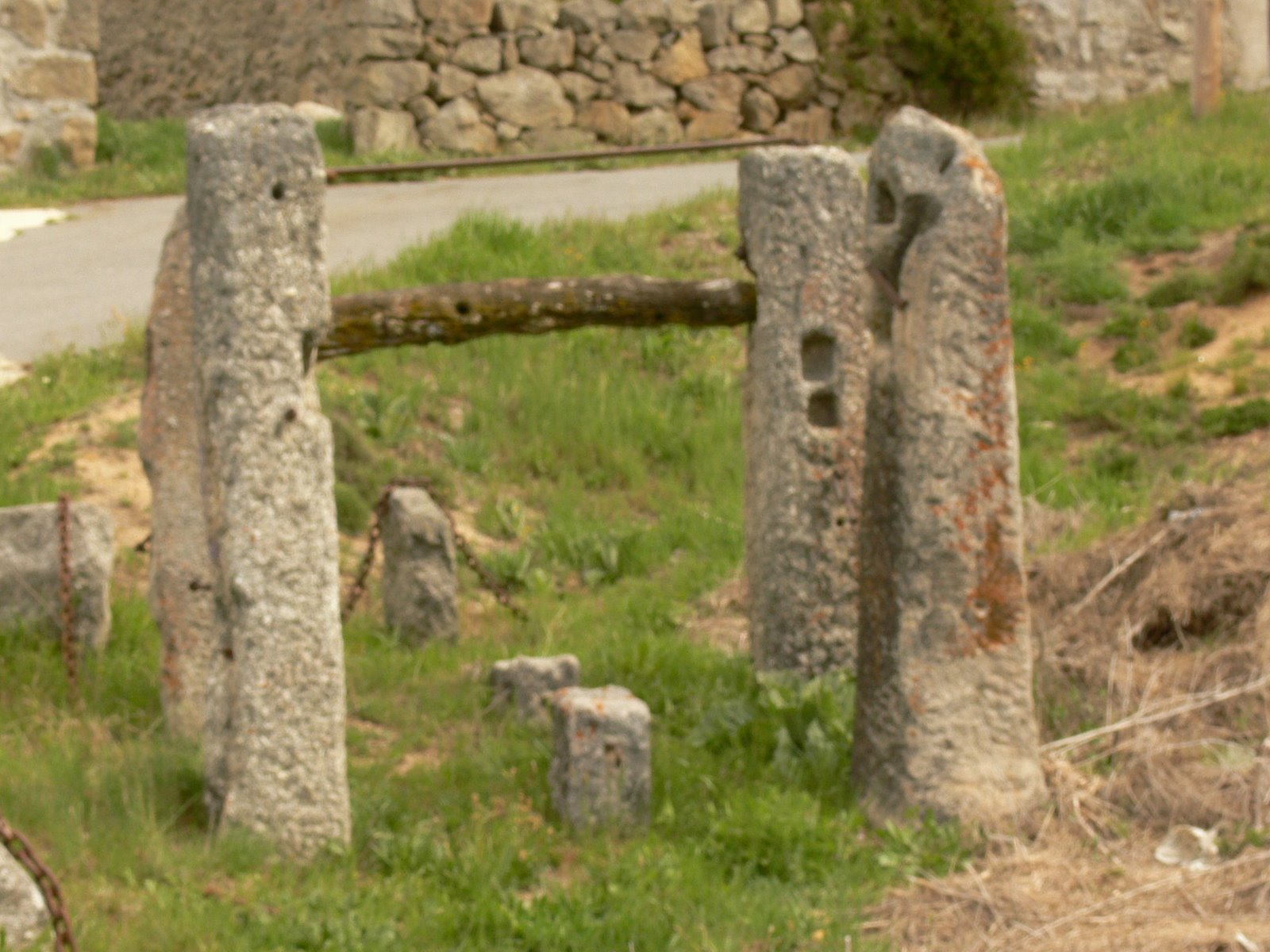
Potro de herrar
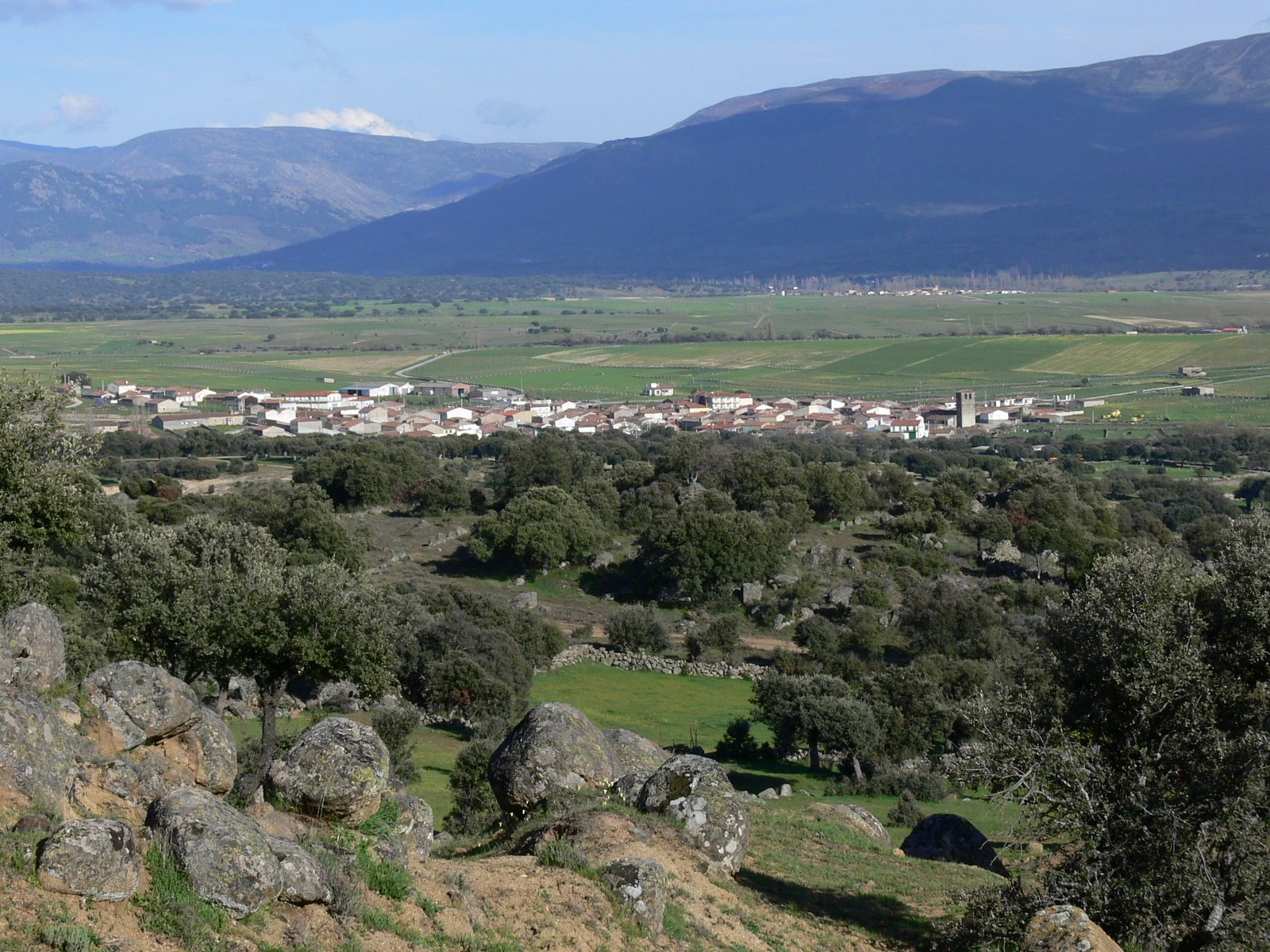
Valle del Corneja
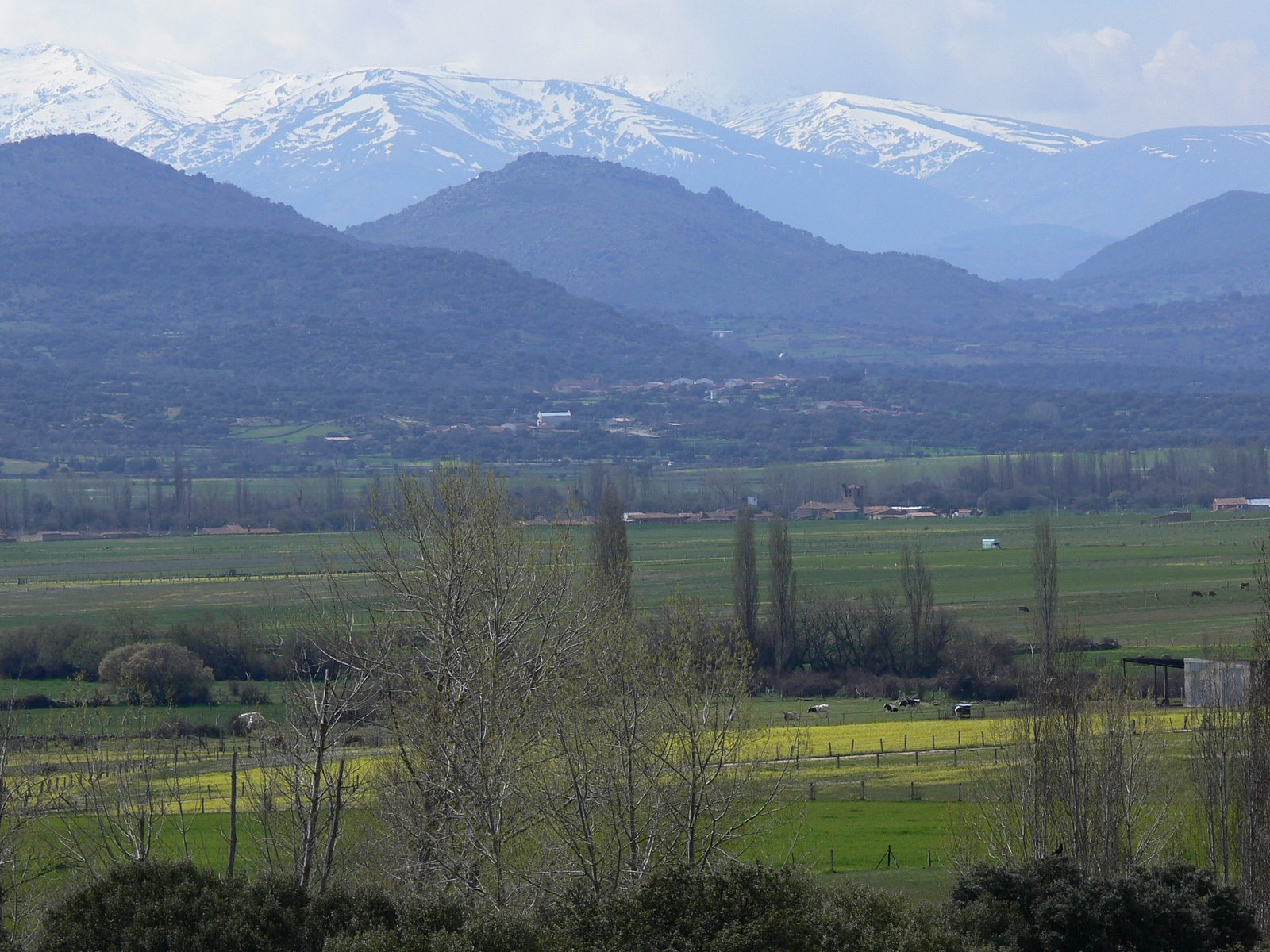
Valle del Corneja